# Blood (jeu vidéo)
Pour les articles homonymes, voir Blood.
 (janvier 2020).
Si vous disposez d'ouvrages ou d'articles de référence ou si vous connaissez des sites web de qualité traitant du thème abordé ici, merci de compléter l'article en donnant les références utiles à sa vérifiabilité et en les liant à la section « Notes et références ».
Blood est un jeu de tir à la première personne développé par Monolith Productions et publié par GT Interactive Software, le jeu a été conçu par Nick Newhard. La version shareware est sortie sur ordinateur le 5 mars 1997, la version complète est sortie le 31 mai 1997 en Amérique du nord et le 20 juin 1997 en Europe et elle fonctionne sur Macintosh, Windows et DOS. Le jeu fonctionne sur le Build Engine. Il possède deux extensions: Plasma Pak et Cryptic Passage, une suite: Blood II: The Chosen et une remastérisation par Nightdive Studios intitulée Blood Fresh Supply parue le 9 mai 2019 et fonctionnant sur le Kex Engine. Le jeu est ressorti sur GOG.com le 22 avril 2010 et sur Steam le 14 juillet 2014 dans une version qui tourne sur DOSBox nommée One unit whole Blood.
On suit l'histoire de Caleb, un héros à la gâchette facile, qui a été choisi par le dieu maléfique Tchernobog avant d'être tué par celui-ci. Revenant à la vie plusieurs années plus tard, en 1928, Caleb décide de se venger de la secte La Cabale.

## Histoire
Les évènements de Blood se déroulent durant une période indéterminée. Les différents niveaux contiennent des éléments des années 1920, 1930 et 1940 en plus d’éléments futuristes et rétro-futuristes et d’un thème Western. De nombreux éléments sont anachroniques, comme des armes et des références à la pop-culture. Sa suite, Blood II: The Chosen, date rétroactivement les évènements du jeu en 1928.
Les évènements qui se déroulent avant l’histoire du jeu ne sont pas expliqués dans le jeu en lui-même, mais plutôt sur le site internet de Monolith et la notice du jeu. Le joueur joue le rôle de Caleb, un des commandants d’une secte appelée "La Cabale", adorateurs du dieu oublié Tchernobog. Connu comme le tireur sans merci dans l’Ouest américain du XIXe siècle, Caleb a rejoint la Cabale en 1871 après avoir rencontré Ophelia Price, une femme dont le mari et le fils se sont sûrement fait tuer par la Cabale. Il est suggéré que plus tard elle soit devenue l’amoureuse de Caleb. Ensemble, ils ont gravi les échelons de la secte maléfique « Les Élus », jusqu’à que les quatre membres des Élus se fassent trahir et tuer par Tchernobog pour des erreurs inconnues. De nombreuses années plus tard, Caleb est ressorti de sa tombe, cherchant réponses et vengeance.

### Episode 1
Dans sa recherche de la gargouille Cheogh, serviteur de Tchernobog, Caleb va dans une gare où il prend un train nommé "Phantom Express". Il combat les morts vivants qui sont dans le train jusqu’à la locomotive qu’il fait exploser pour stopper le train. Après s’être sorti indemne du déraillement, Caleb entre dans le "Grand Temple". Un téléporteur dans le temple permet à Caleb d’aller à l’autel de Cheogh, où il combat et tue la créature. Caleb finit en brûlant le corps d’Ophelia à l’aide d’essence et d’un briquet.

### Episode 2
Caleb se dirige ensuite dans le nord de l’Arctique sur un bateau en bois coincé par la glace. Il débarque au niveau d’un moulin en bois que la Cabale a transformé en dépôt de restes humains. Il passe ensuite dans une mine à la recherche du repaire de Shial. En se baladant dans les tunnels remplis de membres de la secte, Caleb trouve une grotte sombre où il défait Shial, en l’écrasant avec son pied. Il arrache et dévore ensuite le cœur du corps qui est accroché dans une toile d’araignée et qui est celui de Gabriel, un autre des Élus, pour pouvoir récupérer son pouvoir.

### Episode 3
Cerberus est promu commandant en second de Tchernobog. Caleb va dans une usine pour entrer dans la salle de contrôle d’un barrage qui se situe près de la caverne de Cerberus. Il explose ensuite le barrage avec des explosifs. L’écoulement provoqué permet de dévoiler le passage secret de Cerberus. Caleb bat Cerberus, puis lui remplit son estomac avec de la TNT et fait exploser son corps.

### Episode 4
Caleb se dirige enfin vers la "Chambre de l'épiphanie" où Tchernobog l’attend. Là bas, avant de l’affronter, Caleb apprend pourquoi "Les Elus" ont été trahis : Tchernobog savait que Caleb reviendrai vers lui, en tuant tout ce qu’il croiserai pour se venger et en gagnant un immense pouvoir, quelque chose que Tchernobog veut pour lui même. Caleb combats et détruit le dieu maléfique. Un des fidèles de Tchernobog s’approche de Caleb et déclare à lui qu’il y a un nouveau dieu. Caleb le tue et quitte la Chambre de l'épiphanie.

## Versions et extensions

### Versions
Le premier épisode de Blood est sorti en shareware. La version complète de Blood est sur CD-ROM, elle comprend les quatre épisodes originaux et les éléments absents dans la version shareware. Le contenu extrêmement violent a été supprimé du jeu dans une version censurée de Blood qui avait beaucoup moins de violence.
Une compilation intitulée One Unit Whole Blood est sortie le 15 juillet 1998. Elle inclut une version avec patchée de Blood, de Cryptic Passage et du Plasma Pak, en plus du Blood: Unlock the Secrets guide qui est un guide pour débloquer tous les secrets. Un autre guide intitulé Blood: The Official Strategy est sorti. Cette compilation est ressorti plus tard sur GOG.com le 22 avril 2010 et sur Steam le 14 juillet 2014.
Une remasterisation intitulée Blood Fresh Supply est sortie le 9 mai 2019. Elle a été développée par Nightdive Studios et éditée par Atari. Cette version comporte le jeu original et ses deux extensions, le support de la haute définition, le support des anciens mods, un mode multijoueur en ligne, des corrections de bugs et les musiques de la versions CD et les musiques MIDI. Cette version ne fonctionne pas sur le Build Engine comme les autres versions mais sur le KEX Engine de Nightdive Studios.

### Extensions
Deux extensions officielles du jeu sont sorties : Cryptic Passage qui a été développé par Sunstorm Interactive et l'extension Plasma Pak développé par Monolith Productions.

#### Cryptic Passage
Cryptic Passage a été développé par Sunstorm Interactive et il est la seule extension officiel pour Blood qui n’a pas été créé par Monolith. Il est sorti le 30 juin 1997 et il contient un nouvel épisode, le cinquième du jeu, composé de 10 nouveaux niveaux, et il contient aussi quatre nouveaux niveaux multijoueurs pour le mode Bloodbath.
- Épisode 5 : Cryptic Passage

Caleb, après avoir entendu parler de l’existence d’un ancien parchemin, décide de le retrouver pour ses propres besoins occultes. Il par donc dans les Carpates où se situe ce parchemin. Caleb arrive dans des docks qui se situe à côté d’une grotte, d’une cabine et d’un phare. Tout est occupé par la Cabale, et Caleb doit passer dans une ville où il rentre dans un opéra. Sans perdre de temps, Caleb en sort puis va dans une bibliothèque qui se situe au milieu d’une forêt. Il accède au Monastère où il découvre le "Saint Ordre des Carpates" qui pratique un étrange rituel que Caleb arrête. Il prend ensuite un bateau à vapeur jusqu’à un cimetière qui le mène à un passage dans les montagnes. Caleb y découvre une mine qui est rempli de membres de la Cabale. Une fois sorti de ces mines, il découvre un château où un ancien passage vers l’"Outre-Monde" se trouve. Caleb découvre l’antichambre du parchemin et son gardien, le Seigneur de tous les Cauchemars, qui est en fait deux Cerbères. Caleb les bats et récupère le parchemin.

#### Plasma Pak
Le Plasma Pak a été développé par Monolith et il est sorti en septembre 1997. Il rajoute de nombreux éléments à Blood: un nouvel épisode intitulé "Post Mortem" composé de 9 niveaux, 2 nouveaux niveaux multijoueur pour le mode Bloodbath, dont un basé sur les bureaux de Monolith, de nouveaux ennemies présents dans le nouvel épisode et de nouvelles capacités pour les armes. De nombreux bugs étaient présents à la sortie de l’extension.
- Episode 6: Post Mortem

Après avoir appris que la Cabale entraînait de nouvelles personnes pour remplacer les Élus, il part arrêter leur plan. Caleb va dans le territoire de la Cabale et arrive à un supermarché. Depuis le toit de ce supermarché, il accède à un centre commercial qui est connecté à une usine étrange. Dans cette usine, il tombe dans une embuscade et fuit par les conduits d’aération. Il arrive à l’aqueduc de la ville et arrive aux docks où se trouve un navire de la Cabale qu’il coule. Il arrive ensuite à un temple où une cérémonie maléfique a lieu, il stoppe cette cérémonie et se rend dans des catacombes qui le mènent à un donjon où les nouveaux Élus sont entrainés. Dans ce donjon, il atteint la salle dans laquelle un Prêtre attend. Il bat tous les membres de la secte sous leur forme humaine et bestiale, ce qui met un terme à leurs plans.

## Système de jeu
Le gameplay de Blood est similaire à celui d’autre FPS de son époque tel que Doom : le joueur doit activer des interrupteurs ou rechercher des clés à travers les niveaux et certains de ces niveaux contiennent jusqu’à six clés. De plus, ils contiennent des téléporteurs, des pièges, des barils explosifs, de la lave et des épreuves de sauts. Blood contient aussi des "super secrets" qui sont des endroits cachés qui contiennent de nombreuses récompenses pour les avoir découverts.

### Armes
Blood est l’un des premiers FPS à contenir des attaques secondaires pour ses armes. Il contient aussi un power-up prénommé « Guns Akimbo » et qui permet d’utiliser deux armes similaires en même temps pendant un temps limité.

### Ennemis
Les ennemis incluent les membres de la Cabale et les créatures du dieu maléfique Tchernobog. Les ennemis peuvent utiliser des objets environnant pour se mettre à couvert. Le jeu contient aussi une plus petite classe d’ennemis référés comme « ennemis nuisibles » et qui ne sont pas dangereux seuls mais qui peuvent être mortels en grand nombre.

## Multijoueur
Blood, comme beaucoup de FPS de son époque, contient des modes multijoueurs. Quand il est sorti, le jeu en ligne n’était pas encore établi, de ce fait, les joueurs devaient utiliser un modem, un câble série ou un réseau local pour jouer en multijoueur. Avec un modem ou un câble série, les joueurs pouvaient jouer que à deux alors que avec IPX, les joueurs pouvaient être jusqu’à huit. Le multijoueur pouvait être jouer en ligne.
Les différents modes du multijoueur sont le mode "Bloodbath" qui est un mode deathmatch, et le mode coopérative. Les matches du mode Bloodbath pouvaient être joués sur des cartes conçues spécifiquement pour ce mode ou sur les cartes des différents épisodes. Les joueurs peuvent choisir si un match fini avec une limite de frag ou une limite de temps. Le mode coopérative permet à plusieurs joueurs de faire les différents épisode de la campagne ensemble.